# Pacto Eden-Malbrán
Al caducar el Pacto Roca-Runciman en 1936, en un contexto en el que Inglaterra se cerraba aún más desde el punto de vista económico,  se suscribe el Pacto Malbrán-Eden, que ratificó sus términos. Adicionalmente este nuevo pacto otorgaba a Gran Bretaña:
1. Argentina empezaba a manejar las cuotas de importación (de carne), pero no hay que perder el detalle de que el acuerdo no era para la carne congelada, sino que era carne enfriada y la Argentina no tenía tanta capacidad. 
2. Gran Bretaña definiría los precios de las carnes, independientemente de los costos de producción y valores del mercado internacional. 
El artículo 1º establecía el compromiso del gobierno británico de no reducir las importaciones de carnes argentinas a contingentes inferiores tanto en cantidad como en proporciones con respecto al total de las importaciones reguladas procedentes de países extranjeros, establecidas en un anexo.
Por el artículo 2º, el gobierno británico se comprometía a no establecer limitaciones cuantitativas a los productos argentinos importados por el Reino Unido, mencionados en el Anexo II: trigo en grano, maíz en grano, con exclusión del maíz blanco chato; afrecho y afrechillo, semilla de lino, semitin y rebacillo, lana en bruto; "Premier ius", sebo sin refinar; cerda de caballo en bruto, tripas, extractos de quebracho, melones, espárragos. 
El artículo 3º aclaraba que en caso de establecerse limitaciones cuantitativas a las importaciones en el Reino Unido de artículos no enumerados en los Anexos I y II de este Convenio, se acordaría a dichos artículos producidos o manufacturados en la República Argentina, cualquiera que sea su procedencia, un tratamiento no menos favorable que el que se acuerde a los mismos artículos producidos o manufacturados en cualquier otro país extranjero. Cuando se hicieran adjudicaciones cuantitativas individuales por países se adjudicaría a la Argentina una participación equitativa de las importaciones permitidas de países extranjeros tomando en consideración las proporciones que en el total de las importaciones de dichos artículos en el Reino Unido procedentes de países extranjeros hubiera correspondido a la Argentina en los últimos años. Además, el gobierno del Reino Unido consultaría con el gobierno de la República Argentina antes de hacer cualquier adjudicación de tales artículos importados de la Argentina y se tendrían en cuenta todas las circunstancias pertinentes. También este artículo 3º establecía el compromiso británico de consultar con el argentino respecto de cualquier medida de regulación sobre la importación de frutas y hortalizas provenientes de la Argentina.
El artículo 4º estipulaba que, durante la vigencia del control de cambios en la Argentina, el gobierno argentino debía destinar la suma total del cambio en libras esterlinas proveniente de la venta de productos argentinos en el Reino Unido con el fin de satisfacer la demanda para remesas corrientes de la Argentina al Reino Unido, después de deducir una suma razonable anual para el pago del servicio de la deuda pública externa argentina (nacional, provincial y municipal). Previa la reserva anterior para el servicio de las deudas públicas externas, el orden en que el cambio en libras esterlinas así disponible sería distribuido entre las diversas categorías de solicitantes de remesas al Reino Unido iba a ser resuelto mediante acuerdo entre el Gobierno Argentino y el gobierno del Reino Unido. Asimismo, por este artículo 4º el gobierno argentino se comprometía a que en ningún caso las solicitudes de cambio para remesas al Reino Unido serían tratadas menos favorablemente que las solicitudes similares de cambio para remitir a cualquier otro país. Por su parte, el gobierno del Reino Unido cooperaría con el de la Argentina, "a fin de conseguir que la cantidad de cambio en libras esterlinas obtenido en la Argentina por la exportación de productos argentinos al Reino Unido corresponda lo más exactamente que sea posible con el valor obtenido por tales productos en el mercado del Reino Unido, teniéndose debidamente en cuenta las deducciones necesarias en concepto de fletes, seguros, etc."
Por el artículo 5º, los artículos producidos o manufacturados en el Reino Unido no podían ser sometidos a derechos o cargas que fueren otros o más elevados, ni se les fijarían aforos más elevados que los especificados en dichos Anexos. En este artículo, el gobierno argentino se comprometía a reducir y abolir el adicional del 10% de aforo sobre las mercancías importadas provenientes de Gran Bretaña "tan pronto como lo exigieran las condiciones fiscales". Este compromiso nunca fue cumplido por las autoridades argentinas.
Por el artículo 6º, el gobierno argentino no podía imponer "ningún derecho o carga de ninguna clase sobre la importación en la República Argentina de carbón e piedra, coke o cualquier otro artículo admitido libre de derechos al 1º de mayo de 1933 producido o manufacturado en el Reino Unido, cualquiera sea el lugar de su procedencia".  
Según el artículo 7º, las autoridades argentinas se comprometían a no imponer sobre el whisky fabricado en el Reino Unido ningún impuesto mayor que los gravámenes impuestos a las bebidas de graduación alcohólica nacionales o de cualquier otro origen.
A su vez, por el artículo 8º, el gobierno británico se comprometía a no someter a las importaciones de los artículos enumerados en los Anexos V y VI del Convenio, producidos o manufacturados en la República Argentina, a derechos o cargas que fueran otros o más elevados que los especificados en los referidos anexos. Los productos argentinos comprendidos en el Anexo V eran: carne vacuna enfriada, incluso de ternera, arancel 0,75 peniques por libra; carne vacuna congelada o salada, incluso de ternera, 0,66 peniques por libra; carne ovina congelada, libre; trigo en grano, 2 chelines por quarter de 480 libras; semilla de lino, 10% ad valorem; maíz en grano, con exclusión del maíz blanco chato, libre; extractos de quebracho, 10% ad valorem. En el anexo VI estaban incluidos la carne vacuna y de ternera congelada en trozos sin huesos, y menudencias vacunas y de ternera comestibles congeladas, arancel 20% ad valorem; carne vacuna congelada, excluidas las lenguas, 20% ad valorem; lenguas vacunas conservadas, 20% ad valorem; extractos y esencias de carne vacuna, 20% ad valorem. 
El artículo 9º señalaba que en caso de que alguna medida adoptada por una de las partes alterara el equilibrio del Convenio, ambos gobiernos debían dialogar para tratar de llegar a un acuerdo. Si los dos gobiernos no lograsen ponerse de acuerdo dentro de un período de tres meses a contar desde la fecha del recibo de las reclamaciones, quedaría librado al gobierno que formule las mismas el notificar al otro de su intención de dar por terminado este Convenio y éste cesará en sus efectos un mes después de recibida tal notificación. 
Según el artículo 10.º, ninguna disposición del Convenio afectaría los "derechos y obligaciones emergentes del Tratado de Amistad, Comercio y Navegación firmado en Buenos Aires el 2 de febrero de 1825".  En el artículo 12º se especificaba que "el término 'país extranjero'  no incluye, con relación al Reino Unido, ningún territorio bajo la soberanía, sub-soberanía, protección o mandato de Su Majestad el rey de Gran Bretaña, Irlanda y los Dominios Británicos de Ultramar, Emperador de la India".